# Rheinbrücke Rüdlingen
Die Rheinbrücke Rüdlingen ist eine Strassenbrücke, die zwischen Rüdlingen und Flaach den Hochrhein sowie die Grenze zwischen den Kantonen Schaffhausen und Zürich überspannt. 

## Geschichte
Eine Fährverbindung bei Rüdlingen existierte wohl schon im Jahre 1417. Zur Verbesserung der Strassenverbindungen zwischen Flaach und dem Rafzerfeld schlossen im Jahre 1870 die Kantone Zürich und Schaffhausen einen Vertrag über die Errichtung der Rheinbrücke.

## Brücke von 1870
Das 121 Meter lange Bauwerk wurde in den Jahren 1871–73 errichtet. Als Unterbauten entstanden neben den Widerlagern drei gemauerte Flusspfeiler 7 bis 8 Meter hoch, 1,5 bis 1,9 Meter stark und 4,5 Meter breit. Sie wurden auf dem anstehenden Fels gegründet. Der Überbau der Balkenbrücke wies vier Öffnungen mit Stützweiten von 27,2 Metern bei den Endfeldern und 33,3 Metern bei den Innenfeldern auf. Er besass einen Trogquerschnitt, der aus zwei über der Fahrbahn, seitlich angeordneten eisernen Gitterträgern bestand, die 2,4 Meter hoch waren und untereinander einen lichten Abstand von 4,4 Meter hatten. Die Fahrbahn bestand aus 10 Zentimeter dicken Holzbohlen.

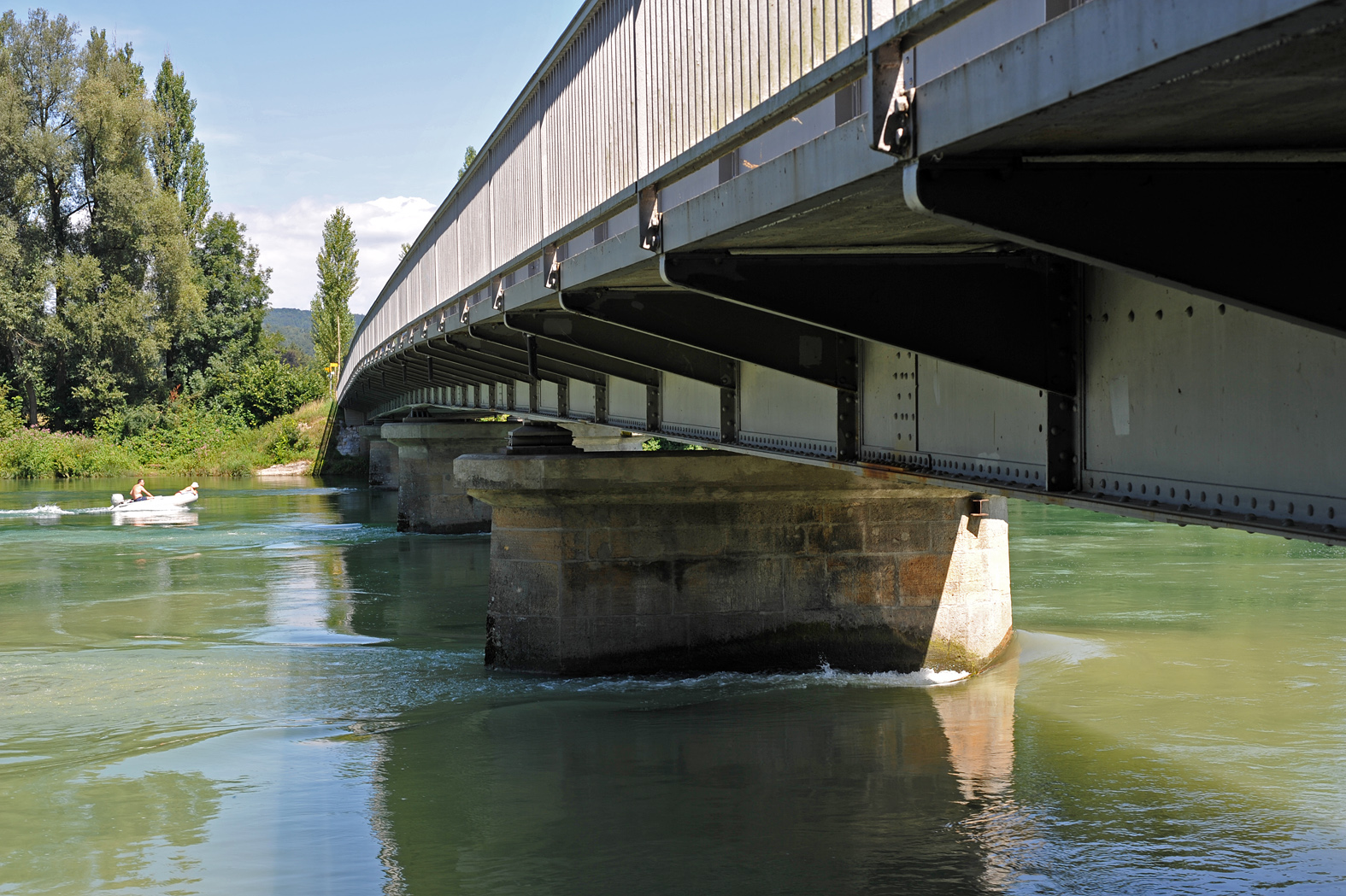
Hauptträger mit Gehwegkonsolen

Drei Viertel der Baukosten in Höhe von 126'000 SFr. trug der Kanton Zürich.
Im Jahr 1929 folgte der Austausch des Überbaus. Die Gitterträger wurden durch zwei stählerne, genietete, 2,25 Meter hohe Vollwandträger ersetzt, deren lichter Abstand auf 5,6 Meter bzw. Achsabstand auf 6,0 Meter vergrössert wurde. Das ermöglichte eine 4,5 Meter breite Fahrbahn und einen zusätzlichen Gehweg. Als statisches System kam ein Durchlaufträger zur Anwendung. Die 20 Zentimeter dicke Fahrbahnplatte wurde als Stahlverbundquerschnitt ausgebildet. Die Pfeiler und Widerlager wurden entsprechend umgebaut und verstärkt. Die Baukosten betrugen 225'000 SFr. Am 10. Januar 1930 war die Verkehrsübergabe. 
Zwanzig Jahre später folgte für 225'000 SFr eine Instandsetzung und die nächste Verbreiterung der Brücke, beziehungsweise der Fahrbahn auf 5,4 Meter. An den westlichen Hauptträger wurden Konsolen montiert, die den nach Aussen verlegten Gehweg tragen. In den Jahren 1987/88 wurde dann für 1,348 Millionen SFr die Fahrbahnplatte von 1929 ausgetauscht und die Stahlkonstruktion saniert.
Die Brücke ist für zwei Fahrstreifen und einen seitlichen Gehweg ausgelegt. 

## Neue Brücke
Bei einer statischen Überprüfung hatten Ingenieure im Frühling 2015 festgestellt, dass die Tragsicherheit des Bauwerks nicht mehr gewährleistet ist, besonders beim Kreuzen des Schwerverkehrs. Aus Sicherheitsgründen darf die Brücke seitdem nur noch einspurig befahren werden. Eine Lichtsignalanlage regelt den Verkehr. Die Kantone Zürich und Schaffhausen haben daraufhin begonnen, eine neue Brücke zu planen.
Die Zürcher Baudirektion präsentierte im März 2019 das Ergebnis des ausgeschriebenen Planungswettbewerbs. Das Siegerprojekt wurde durch eine neunköpfige Jury aus insgesamt 18 eingereichten Projekten ausgewählt. Die Juri hat das Projekt «Point de vue» der Bänziger Partner AG aus Zürich einstimmig gewählt. Es sieht eine Stahl-Beton-Verbundbrücke über die bestehenden Pfeiler vor. Bis Sommer 2019 soll das Projekt öffentlich aufgelegt werden. Mit der Inbetriebnahme der neuen Brücke kann frühestens 2023 gerechnet werden. Das Projekt liegt noch bis am 18. Januar 2021 öffentlich auf. Der geplante Baubeginn ist im Herbst 2021. Für den Neuau einschließlich den beidseitigen Anpassungen der Zufahrt wird mit Kosten in der Höhe von 14,92 Millionen Franken gerechnet.